# 雷蒂亚-罗曼语支

雷蒂亚-罗曼语支

雷蒂亚-罗曼语支 (Rhaeto-Romance languages) 屬於印歐語系羅曼語族，通行於瑞士東南部及義大利東北部，得名于古罗马的雷蒂亚行省。
雷蒂亚-罗曼语支包含三種語言：
- 弗留利语：又名東拉定語，在意大利的弗留利-威尼斯朱利亞區通行；
- 拉定語：在意大利特伦蒂诺-上阿迪杰的多洛米蒂山區常用的語言；
- 羅曼什語：在瑞士的格勞賓登州通行；

## 外部連結
- 民族語有關雷蒂亚-罗曼语支的報告